# Eyalet de Tchildir
1578–1845
Entités précédentes :
- Iran séfévide
- Principauté de Samtskhé

Entités suivantes :
- Empire russe
- Eyalet de Trébizonde
- Eyalet de Kars

Le pachalik ou eyalet de Tchildir (turc ottoman : ایالت چلدر, Eyālet-i Çıldır) est un eyalet (province) de l'Empire ottoman, dans le nord-est de l'Anatolie, qui a existé de 1578 à 1845. Son territoire est aujourd'hui partagé entre la Géorgie (Adjarie et Samtskhé-Djavakhétie) et la Turquie (provinces d'Artvin, Ardahan et Erzurum).

## Histoire

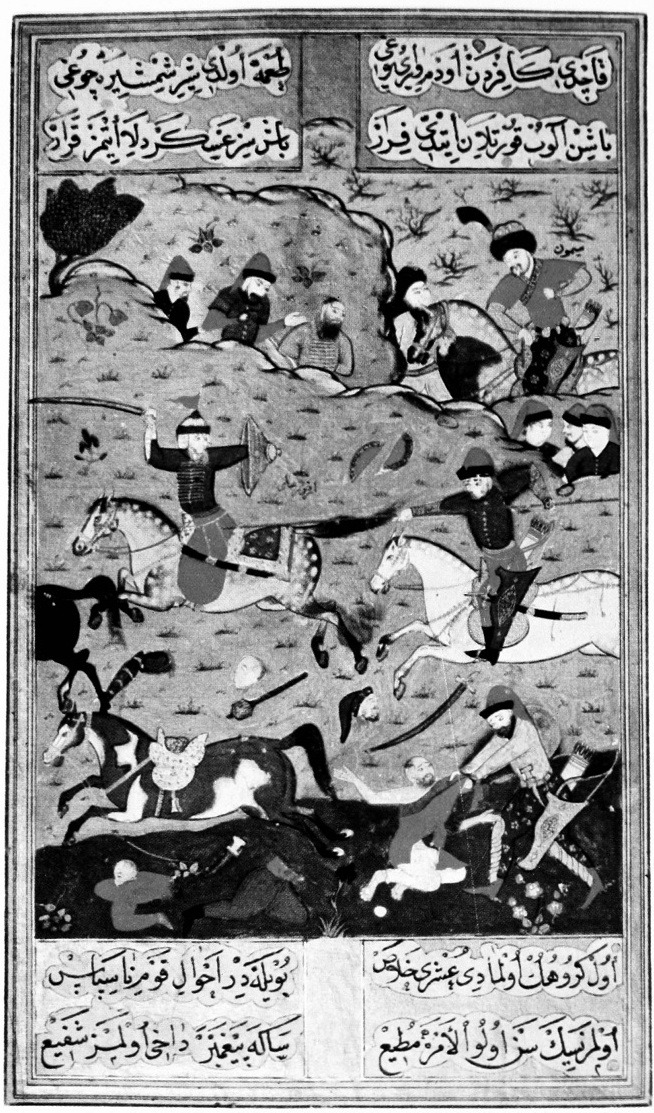
Combat entre Géorgiens et Ottomans, miniature ottomane, XVIe s.

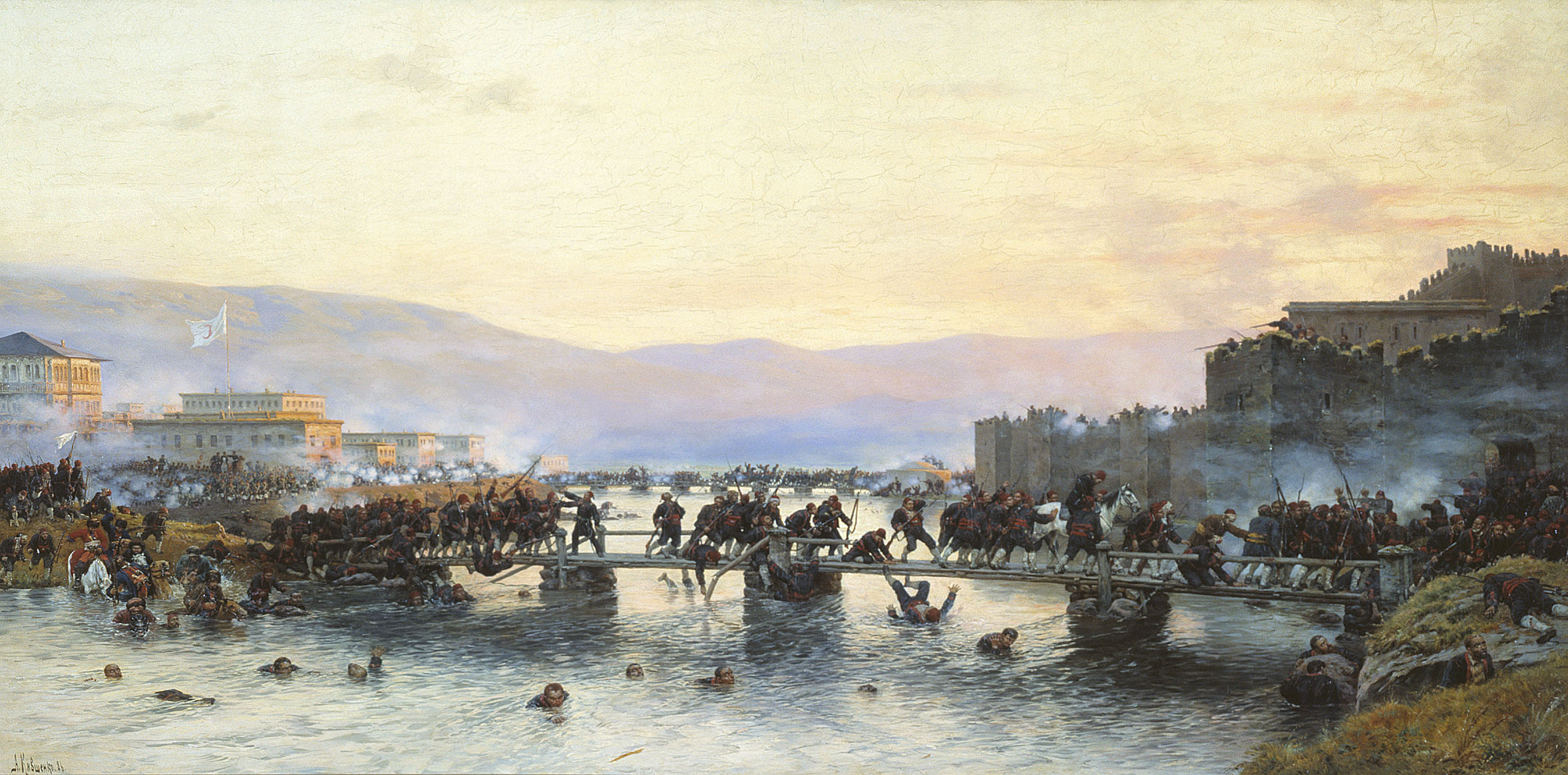
Prise d'Ardahan par l'armée russe en 1877, tableau d'Alexeï Kivchenko (1851-1895)

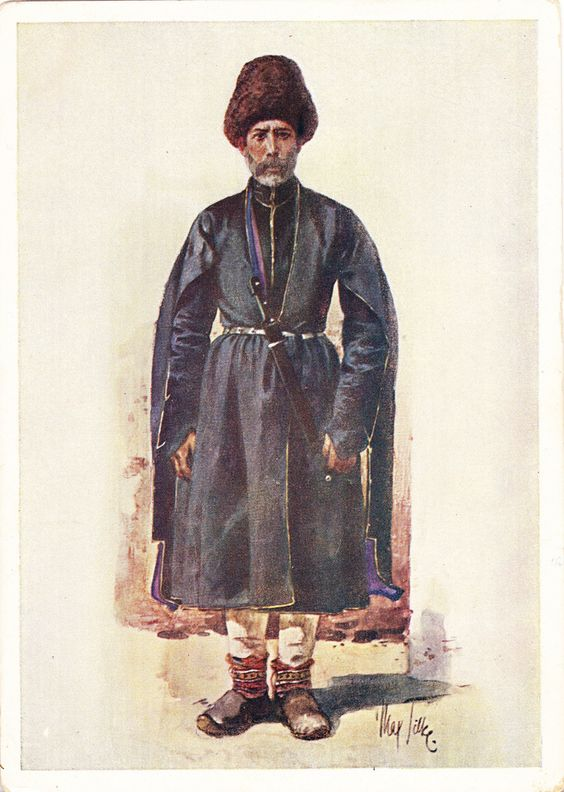
Qarapapaq par Max Tilke, 1915

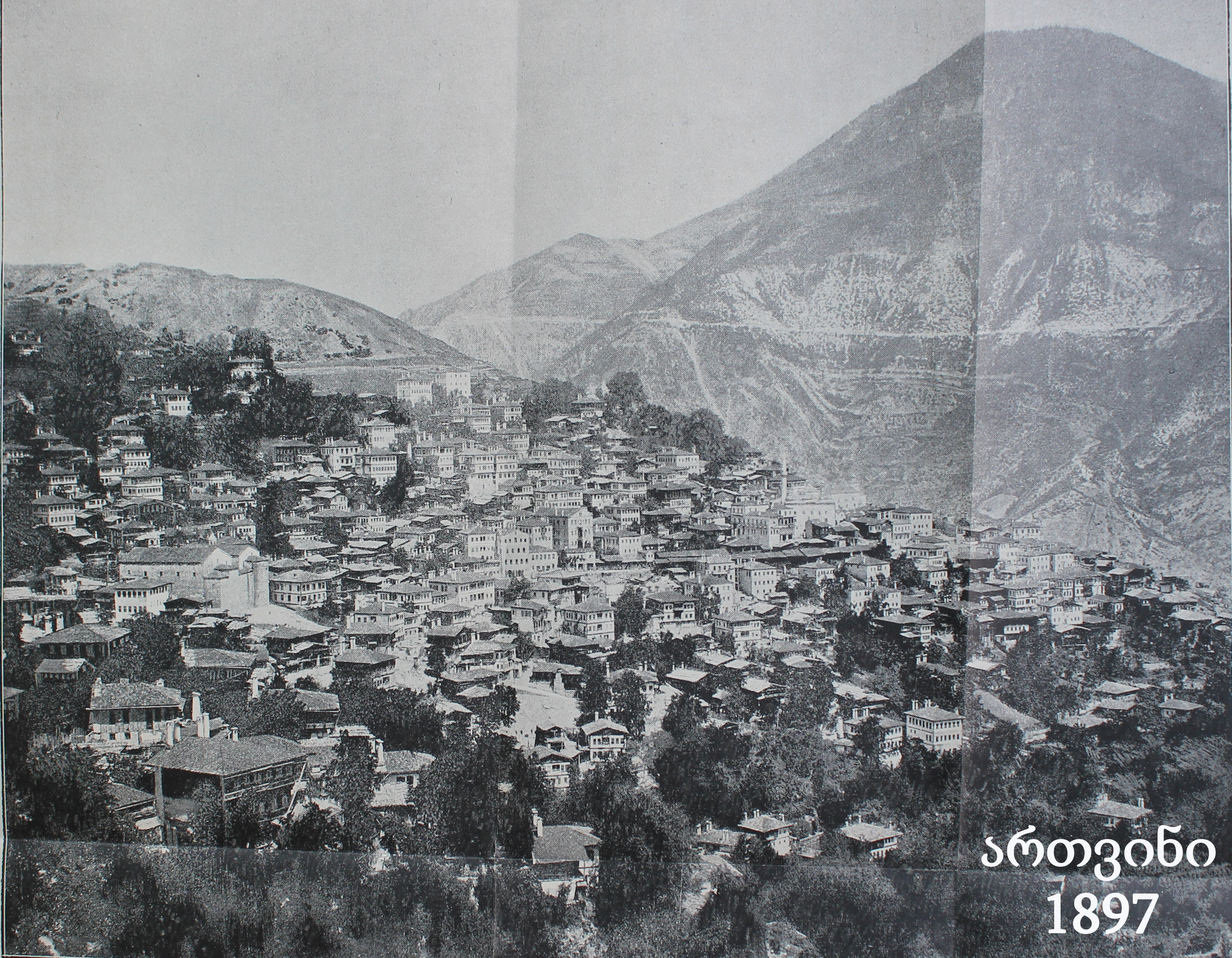
Artvin en 1897

Région frontalière de l'Arménie et de la Géorgie, le Samtskhé (ou Meskhétie) appartient, jusqu'au milieu du XVIe siècle, à la principauté géorgienne de Gourie, vassale de la Perse séfévide. Elle passe dans l'orbite ottomane après la bataille de Sokhoista (en) (ou de Zivin, 1545). Elle est conquise par les Ottomans pendant la troisième guerre ottomano-persane (1578-1590) à la suite de la bataille de Çıldır (en) où les Perses étaient alliés du roi géorgien Simon Ier de Karthli (9 août 1578). Un autre prince géorgien, Manoutchar II Jakéli, de la maison de Jakéli (en), reçoit le gouvernement de la province et se convertit à l'islam sous le nom de Mustafa.
À partir de 1625 et jusqu'au milieu du XVIIIe siècle, la province devient un gouvernement héréditaire administré par des atabegs non musulmans. Sa capitale est transférée de Tchildir (Çıldır) à Ahıska (Akhaltsikhe).
Pendant la guerre russo-turque de 1828-1829, la province est conquise par l'armée impériale russe. Une partie de son territoire est cédée à la Russie par le traité d'Andrinople (1829) et rattachée à la vice-royauté du Caucase.
Le siège de l'administration ottomane est transféré à Oltu. En 1845, ce qui reste de la province est rattaché à l'eyalet de Kars. La région est de nouveau disputée entre Ottomans et Russes lors de la guerre de Crimée (1853-1856) et de la guerre russo-turque de 1877-1878.
La domination ottomane dans cette région contribue à la formation d'une population musulmane de langue turque, les Meskhètes, aux origines mal connues : selon les auteurs, ils seraient des Géorgiens (Meskhs) ou des Arméniens islamisés et turcisés, ou des descendants de peuples turciques plus anciens comme les Coumans, établis dès avant la conquête ottomane. Selon l'universitaire Alexandre Osipov, les Meskhètes sont « le résultat à la fois d'une immigration musulmane (Turcs, Turkmènes, Qarapapaqs (en), Kurdes, Lezghiens), et de l'assimilation de Géorgiens à l'islam ». Les guerres russo-turques entraînent l'exode des populations urbaines, ce qui fait des Meskhètes une population essentiellement rurale jusqu'à leur déportation en Asie centrale par le régime soviétique en 1944.

## Géographie
L'eyalet de Tchildir est limité au nord-ouest par la mer Noire, à l'ouest par l'eyalet de Trébizonde, au sud-ouest par l'eyalet d'Erzurum, au nord et à l'est par les principautés géorgiennes, partie de la Perse puis de la vice-royauté du Caucase russe.

## Subdivisions

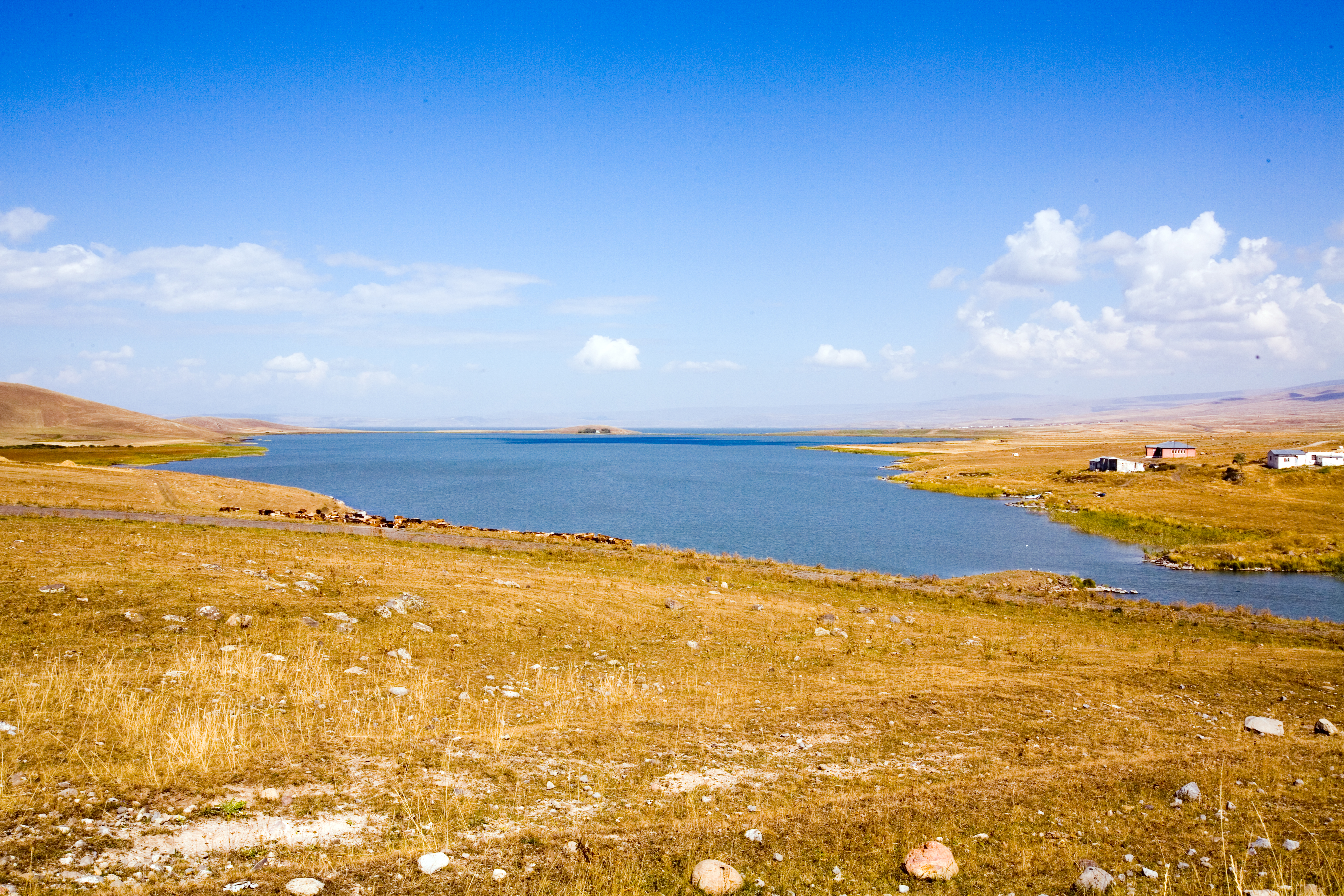
Le lac de Çıldır, 2007

L'eyalet est divisé en plusieurs sandjaks (districts). Au XVIIe siècle, ce sont :
- Sandjak d'Oltu
- Sandjak de Harbus
- Sandjak de Hajrek
- Sandjak d'Ardahan
- Sandjak de Postkhu
- Sandjak de Mahjil
- Sandjak d'Ijareh Penbek

Sandjaks héréditaires :
- Sandjak de Purtekrek (Yusufeli)
- Sandjak de Lawaneh (Artvin)
- Sandjak de Nusuf Awan
- Sandjak de Şavşat

## Sources et bibliographie
- (en) Cet article est partiellement ou en totalité issu de l’article de Wikipédia en anglais intitulé « Childir Eyalet » (voir la liste des auteurs) dans sa version du 18 août 2017.
- Evliya Çelebi, Narrative of Travels in Europe, Asia, and Africa in the Seventeenth Century, Volume 1, p. 95
- Aydıngün, Ayşegül; Harding, Çiğdem Balım; Hoover, Matthew; Kuznetsov, Igor; Swerdlow, Steve, "Meskhetian Turks: An Introduction to their History, Culture, and Resettelment Experiences", , Cultural Orientation Resource (COR) Center, 2006